# بتی سیاهه
«بتی سیاهه» (به انگلیسی: Black Betty) ترانه‌ای از نوع آواز کار با سال ساخت نامعلوم است که قدمت آن به دههٔ ۱۹۳۰ میلادی برمی‌گردد و به لید بلی منتسب شده‌است، هرچند اجراهای قدیمی‌تری از نسخهٔ او وجود دارد. هنرمندان مختلف نسخه‌های متعددی از این ترانه اجرا کرده‌اند.